# Aulacoserica facilis
Aulacoserica facilis är en skalbaggsart som beskrevs av Brenske 1902. Aulacoserica facilis ingår i släktet Aulacoserica och familjen Melolonthidae. Inga underarter finns listade.